# Quinto Fucio Lusio Saturnino
Quinto Fucio Lusio Saturnino fue un senador romano, que vivió durante el reinado de Claudio. Fue cónsul sufecto en el nundinium de septiembre a octubre de 41 con Marco Seyo Varano como compañero.

## Biografía
Tácito enumera a Saturnino entre las víctimas del tristemente célebre Publio Suilio Rufo, cuya persecución en nombre del emperador Claudio o sus esposas desembocó en la muerte de varios senadores y équites. Séneca lo menciona en su Apocolocyntosis divi Claudii como uno de sus amigos consulares a los que Claudio tendrá que enfrentarse en el más allá por ser responsable de sus muertes.
Estas fuentes literarias del Principado se refieren a él usando su nomen y cognomen, Lusio Saturnino; su nombre completo se conoce a través de una inscripción encontrada en Dalmacia fechada en su consulado. Basándose en esta evidencia, Olli Salomies defiende en su monográfico sobre las prácticas de asignación de nombres en durante el Alto Imperio romano que su nombre indica que nació en el gens Lusia pero luego fue adoptado por un Quinto Fucio. Una inscripción corrobora la existencia de un Quinto Fucio, cónsul sufecto junto con Publio Calvisio en un nundinium en algún año entre 49 y 54.